# Luz decyzyjny
Luz decyzyjny – obszar zakresu swobody w obrębie podejmowania przez organ decyzji.
Jest to sfera autonomii organu, który stosuje prawo, wynikająca z nieokreślenia kryteriów dochodzenia do decyzji finalnej przez poszczególne decyzje cząstkowe. Według M. Król luz decyzyjny polega na prawnej możliwości wyboru przez podejmującego decyzję jednego z kilku w obrębie danego zbioru wariantów działania wyznaczonego przez stosowną normę prawną. Może mieć charakter dynamiczny (zagadnienie podejmowania decyzji jest tu ujmowane z punktu widzenia procesu jej podjęcia) lub statyczny (związany z zakresem i rodzajem swobody, jaką dysponuje podejmujący decyzję przy jej podejmowaniu). 